# Табынский кантон
Табынский кантон (баш. Табын кантоны) — административно-территориальная единица изначально в составе Башкурдистана, а затем в составе Башкирской Советской Республики. Была образована 15—18 декабря 1917 года, как Барын-Табынский кантон в составе Башкурдистана после принятия «Временных, до окончательного применения к жизни основных законов, меры по осуществлению автономной управления Башкурдистана», затем — 20 марта 1919 года после подписания «Соглашения центральной Советской власти с Башкирским Правительством о Советской Автономной Башкирии». Административный центр — д.Большой Утяш (1919—1920), д.Зилим-Караново (1920—1922). 5 октября 1922 года Табынский кантон упразднён, а территория Бишаул-Унгаросвкой и Биштякинской волостей передана в состав Уфимского кантона, остальная часть — в состав Стерлитамакского кантона.

## Географическое положение
Табынский кантон на севере граничил с Уфимским уездом, на западе — Стерлитамакским уездом, на востоке — Тамьян-Катайским кантоном, на северо-востоке — Кудейским кантоном, а на юге — Юрматынским кантоном.

## История
В декабре 1917 года III Всебашкирский Учредительный курултай принял положение «Об автономном управлении Башкурдистана», согласно которой автономия создавалась в границах Малой Башкирии, а на её территории вместо уездов создавалось 9 кантонов — Бурзян-Тангауровский, Джитировский, Барын-Табынский, Ичкин-Катайский, Кипчакский, Куваканский, Тамьян-Катайский, Ток-Чуранский, Усерганский, которые делились на 75 волостей. Барын-Табынский кантон в свою очередь состоял из следующих волостей: 1) Сызгинская, 2) Чирлинская, 3) Мухаметкулуевская, 4) Метелевская, 5) Султаевская, 6) Саринская, 7) Кульмяковская, 8) Карабулакская, 9) Иккульская, 10) Мяколшская, 11) Аминевская, 12) Башкирскотеченская, 13) Буринская, 14) Тюляковская, 15) Усть-Багарякская.
Во время оккупации территории республики белыми, автономия состояла из 13 кантонов: Аргаяшский, Бурзян-Тангауровский, Джитировский, Дуванский, Кипчакский, Кудейский, Табынский, Кущинский, Тамьян-Катайский, Ток-Чуранский, Усерганский, Юрматынский и Яланский. Табынский кантон в свою очередь состоял из следующих волостей Уфимского уезда Уфимской губернии: 1) Бишаул-Унгаровская, 2) Биштакинская; Стерлитамакского уезда Уфимской губернии: 3) Калчир-Табынская, 4) Кси-Табынская, 5) Бишкаиновская, 6) Дуван-Табынская, 7) Ново-Андреевская, 8) Уршак-Минская, 9) Гирей-Кипчакская. Административным центром стало село Зилим-Караново.
По «Соглашению центральной Советской власти с Башкирским правительством о Советской Автономной Башкирии» от 20 марта 1919 года была создана Башкирская АССР, а её территория состояла из 13 кантонов, в числе которых был и Табынский кантон, в составе волостей: 1) Бишкаиновская, 2) Кси-Табынская, 3) Дуван-Табынская, 4) Кальчир-Табынская, 5) Бузовьязовская, 6) Миркитлинская, 7) Богоявленская, 8) Бишаул-Унгаровская, 9) Биштякинская и башкирские селения Архангельской волости, а административным центром стало деревня Большой Утяш.
5 октября 1922 года на экстренном заседании Президиума БашЦИК Табынский кантон упразднён, а территория Бишаул-Унгаросвкой и Биштякинской волостей передана в состав Уфимского кантона, остальная часть — в состав Стерлитамакского кантона.